# Ladislav Jurkemik
Ladislav Jurkemik (ur. 20 lipca 1953 w Jacovcach) – piłkarz słowacki grający na pozycji obrońcy.

## Kariera klubowa
Jurkemik jest wychowankiem klubu Inter Bratysława, do którego trafił jeszcze jako junior, a w barwach pierwszego zespołu zadebiutował w sezonie 1973/1974 Jurkemik w Interze grał przez długie lata, jednak klub nie osiągał żadnych sukcesów zarówno w lidze Czechosłowacji, jak i Pucharze Czechosłowacji. Ladislav, pomimo że grał w obronie, to w lidze zdobywał sporo bramek, np. w sezonie 1978/1979 zdobył ich 6, podobnie jak w kolejnym. W Interze Jurkemik grał do 1984 roku, jedynie w sezonie 1980/1981 był zawodnikiem innego klubu pochodzącego ze Słowacji, Dukli Bańska Bystrzyca.
Latem 1984 Ladislav wyjechał do Szwajcarii i został zawodnikiem tamtejszego FC Sankt Gallen. W tej drużynie, podobnie jak w Interze, miał pewne miejsce w składzie, jednak i ten klub nie osiągał większych sukcesów. W St. Gallen przez 5 sezonów rozegrał blisko 130 meczów i zdobył 4 gole w rozgrywkach Nationalligi A, a najwyższe miejsce jakie zajął z tym klubem to miejsce 4. w sezonie 1984/1985. Zimą 1988 Jurkemik przeszedł do drugoligowego FC Chur, w którym grał 2,5 roku i w 1991 roku zakończył piłkarską karierę.

## Kariera reprezentacyjna
W reprezentacji Czechosłowacji Jurkemik zadebiutował 7 czerwca 1975 w zremisowanym 0:0 meczu z Austrią. Rok później znalazł się w kadrze na Mistrzostwa Europy w Jugosławii, na których był rezerwowym, ale wystąpił we wszystkich meczach. W finale z RFN w 80. minucie zmienił Jána Švehlíka, a w serii rzutów karnych wykorzystał swoją kolejkę, a niedługo potem z kolegami z reprezentacji mógł cieszyć się z wywalczenia mistrzostwa Europy.
W 1980 roku Jurkemik wystąpił na kolejnym turnieju o mistrzostwo Europy, tym razem we Włoszech. Tam był zawodnikiem pierwszej jedenastki, a w meczu o 3. miejsce z Włochami zdobył gola, a potem wykorzystał rzut karny w serii rzutów karnych i wywalczył z Czechosłowacją brązowy medal.
W 1982 roku Jurkemik jedyny raz w karierze znalazł się w kadrze na Mistrzostwa Świata. Na boiskach Hiszpanii wystąpił 2 razy – w zremisowanym 1:1 meczu z Kuwejtem oraz przegranym 0:2 z Anglią.
Reprezentacyjną karierę Ladislav Jurkemik kończył w 1983 roku w kwalifikacjach do Euro 84. W reprezentacji wystąpił 57 razy i zdobył 3 gole.

## Kariera trenerska
Po zakończeniu kariery piłkarskiej Jurkemik został trenerem. W 2002 roku był przez krótki czas selekcjonerem reprezentacji Słowacji, a potem trenował między innymi Inter Bratysława.